# Bydgoskie Centrum Targowo-Wystawiennicze
Bydgoskie Centrum Targowo-Wystawiennicze (BCTW) – obiekt targowo-kongresowy zlokalizowany w Bydgoszczy. Otwarte 24 września 2015 roku centrum powstało z myślą o organizacji różnego rodzaju wystaw, targów, konferencji, kongresów, bankietów i koncertów. Znajduje się przy ul. Gdańskiej w pobliżu Leśnego Parku Kultury i Wypoczynku oraz przy granicy Osielska. Operatorem jest Bydgoski Park Przemysłowo-Technologiczny.
Obiekt obejmuje trzy hale targowo-wystawiennicze o powierzchni 10 900 m², magazyn o pow. 460 m², 4 sale konferencyjne (z 740 miejscami), strefę VIP, obszerny hol, sąsiadujące z zapleczem cateringowym lobby oraz parking na 650 samochodów.
Hala ma wysokość 15 metrów.
W obiekcie odbywają się między innymi:
- Międzynarodowe Targi Kooperacyjne Przemysłu Narzędziowo-Przetwórczego INNOFORM
- Międzynarodowe Targi Maszyn i Urządzeń dla Wodociągów i Kanalizacji WOD-KAN
- Międzynarodowe Targi Bydła, Świń i Drobiu – FERMA